# Зимові види спорту
Зимовий спорт — сукупність видів спорту, що проводяться на снігу або на льоду, тобто переважно взимку. Основні зимові види спорту входять у програму Зимових Олімпійських ігор.

## Історія
На початку існування Олімпійських ігор не було особливої різниці між літніми та зимовими іграми. Ця плутанина триватиме приблизно з кінця 1890-х до початку і середини 1900-х років. У цей час деякі види спорту, які сьогодні вважаються зимовими та в які грають або виступають під час зимових Олімпійських ігор, будуть проводитися під час літніх Олімпійських ігор. Спочатку планувалося об'єднати всі олімпійські види спорту в рамках однієї події та програми, але через екологічні вимоги деяких видів спорту їх довелося розділити.
Сніг і лід взимку зробили можливим ковзання як засіб пересування, використовуючи санки, лижі та ковзани. Це також призвело до того, що в зимовий сезон розвивалися інші види спорту, ніж в інші пори року. Природно, що зимові види спорту більш популярні в країнах з довшим зимовим сезоном.
В європейських Альпах Санкт-Моріц став популярним зимовим курортом у 1864 році.
Хоча більшість зимових видів спорту грають на відкритому повітрі, хокей, ковзанярський спорт і, до певної міри, хокей з м'ячем, починаючи з середини 20-го століття, перемістилися в криті приміщення. Криті ковзанки зі штучним льодом дозволяють грати в хокей і ковзанярський спорт у спекотному кліматі.
Зимові види спорту на відкритому повітрі, зазнають серйозного впливу через зміну клімату в наступному столітті.

## Види спорту на снігу
- Лижний спорт
  - Лижні перегони
  - Лижне двоборство
  - Біатлон
  - Стрибки з трампліна
- Гірськолижний спорт
  - Фрістайл
    - Могул
- Сноубординг
- Спидрайдинг
- Сноукайтинг

## Види спорту на льоду
- Санні види спорту
  - Бобслей
  - Скелетон
- Ковзанові види спорту
  - Фігурне катання
  - Ковзанярський спорт
  - Шорт-трек
  - Хокей із шайбою
  - Хокей з м'ячем
- Керлінг
- Зимові вітрильні види спорту
  - Буерний спорт
  - Зимовий віндсерфінг
  - Зимовий кайтселинг

До зимових видів спорту ставиться також і зимове плавання